# Хјуберт Самлин
Хуберт Чарлс Самлин (енгл. Hubert Charles Sumlin *16. новембар 1931 – †4. децембар 2011) био је Чикаго блуз гитариста и певач, најпознатији по свом "насилном, разбијачком рафалу нота, наглим тишинама и смелом ритмичком суспензијом" као члан од Хаулин Вулфовог бенда. Сумлин је 43. на Ролинг стоуновој листи "100 највећих гитариста свих времена".

## Биографија
Рођен је у Гринвуду, Мисисипи, а Самлин је одрастао у Хјузу, Арканзас. Он је добио своју прву гитару када је имао осам година. Као дечак, Самлин је први пут слушао Хаулин Вулф тако што се ушуњао на свирку. Када је Вулф одлучио да се пресели из Мемфиса у Чикагу 1953, његов дугогодишњи гитариста Вили Џонсон је одлучио да му се не придружи. По доласку у Чикаго, Вулф је прво запослио чикашког гитаристу Џоди Вилијамса, а 1954. Вулф је позвао Самлина да се пресели у Чикаго да свира другу гитару у његовом чикашком бенду. Вилијамс је напустио бенд 1955, остављајући Самлина као соло гитаристу, а том положају је остао готово без прекида (осим кратког свирања са Мади Вотерсом око 1956), до краја Волфове каријере. Према Самлину, Хаулин Вулф је послао Самлина на часове класичне гитаре код инструктора у Чикашком конзерваторијуму за музику, на неко време да научите акорде и скале. Самлин је свирао на албуму Хаулин Вулфа, под називом The Rockin' Chair Album, који је добио треће место на листи највећих гитараских албума свих времена од "Моџо" часописа 2004.
Након Вулфове смрти, 1976, Самлин је наставио да свира са неколико чланова Вулфовог бенда, под именом Вулф Пак енгл. Wolf Pack, до 1980е. Снимао је и под својим именом, почео је са свиркама са турнеје по Европи са Вулфом, из 1964. Његов последњи соло албум био је About Them Shoes, који је 2004. издао Tone-Cool Records. Исте године је оперисао плућа, али је наставио да наступа све до своје смрти. Његов последњи снимак, који је настао само неколико дана пре његове смрти, била је песма за албум Стивен Дејл Пита, Cracking the Code (333 Records).